# Gekrompen hoofd

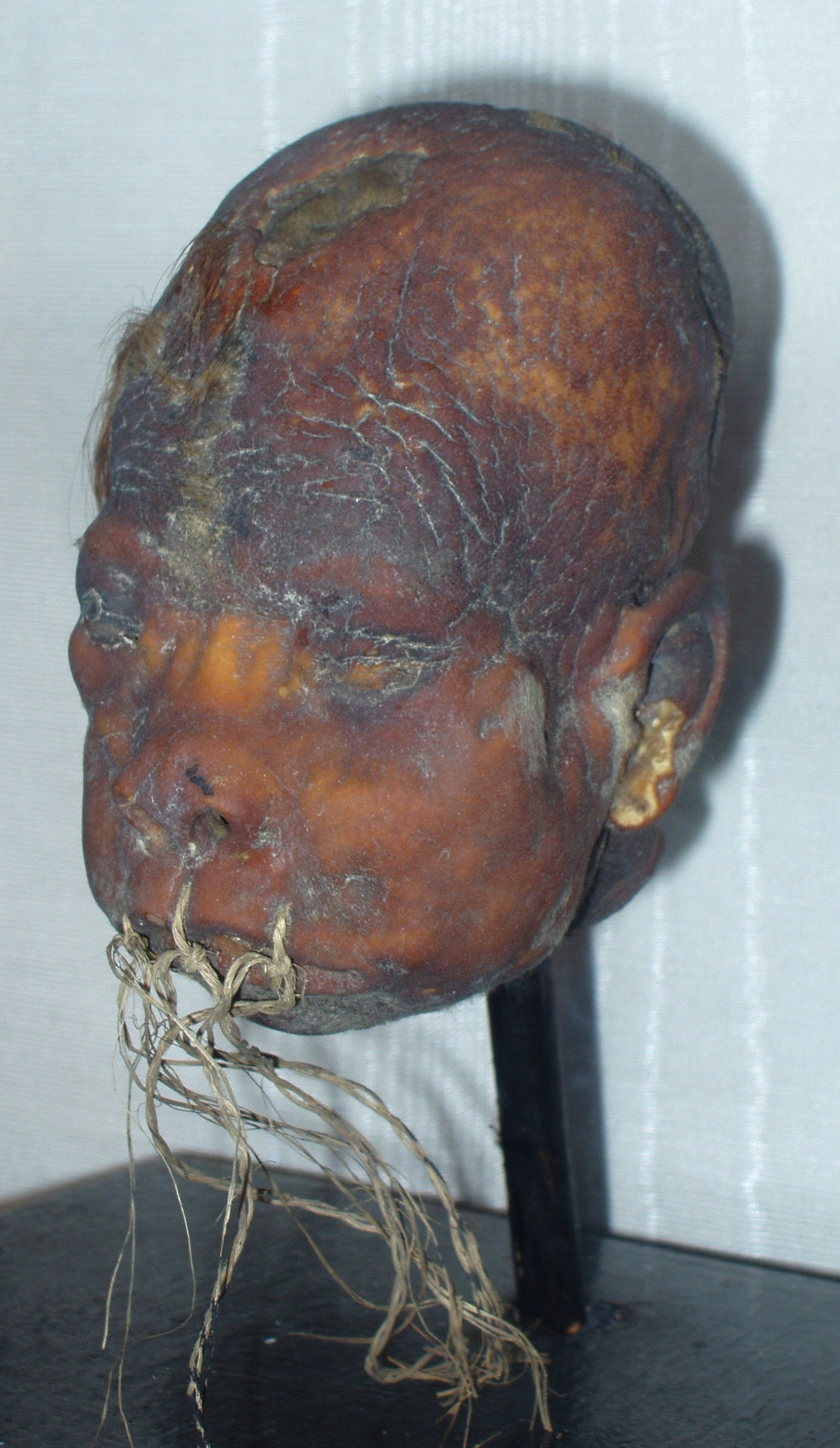
Een gekrompen hoofd in het Lightner Museum in St. Augustine, Florida

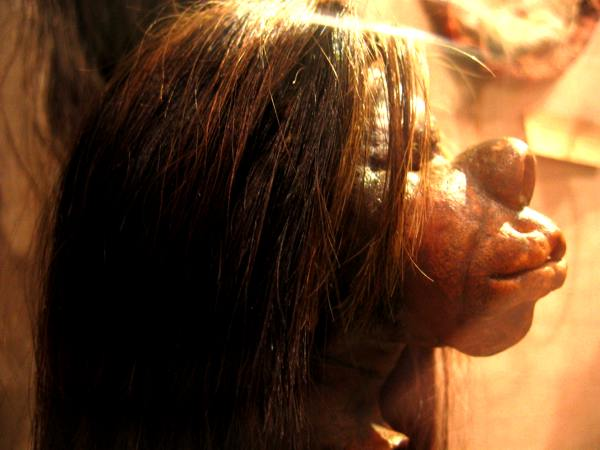
Een gekrompen hoofd uit de Amazoneregio, hier tentoongesteld in het Pitt Rivers Museum, Oxford

Een gekrompen hoofd ofwel schrompelkop is een afgehakt en op speciale manier geprepareerd menselijk hoofd, dat meestal wordt gebruikt als trofee of voor rituele doeleinden. Het maken van gekrompen hoofden is vaak verbonden aan het ritueel van koppensnellen.
De bekendste gekrompen hoofden werden gemaakt door de oorspronkelijke bevolking van Melanesië en het Amazonebekken. In het verleden hebben ook enkele Europeanen en Amerikanen geprobeerd het proces te herhalen. De enige bekende Amazonevolkeren die nog gekrompen hoofden bezitten, zijn de Shuar, Achuar, Huambisa en Aguaruna.

## Proces
Het maken van een gekrompen hoofd begint met het verwijderen van de schedel. Hiervoor wordt een snede gemaakt in de nek, zodat het vlees over de schedel kan worden weggetrokken. De ogen worden opgevuld met rode zaden, waarna de oogleden worden dichtgenaaid. De mond wordt dichtgehouden met pinnen of eveneens dichtgenaaid. Eventueel vet op het vlees van het hoofd wordt verwijderd.
Om de vorm van het hoofd te behouden, wordt er een houten bal in geplaatst. Het hoofd wordt vervolgens gekookt in water waarin ook enkele tanninehoudende kruiden zijn gegooid. Na het koken wordt het hoofd gedroogd met hete stenen en zand. Hierbij wordt het ook weer in de originele vorm gekneed. De huid wordt vervolgens ingewreven met as van houtskool. Deze laatste stap is volgens het bijgeloof noodzakelijk om te voorkomen dat de ziel van de overledene het hoofd verlaat.
Tijdens het proces krimpt het hoofd altijd deels in en raakt het toch wat vervormd ten opzichte van hoe het er oorspronkelijk uitzag.